# Frank Schütte
Frank Schütte (* 3. September 1981 in Windhoek, Südwestafrika) ist ein namibischer evangelisch-lutherischer Theologe. 

## Leben
Schütte wurde in Windhoek geboren und zog mit drei Jahren nach Südafrika. Dort besuchte er die Deutsche Schule in Pretoria und studierte für einige Zeit Betriebswirtschaftslehre an der Universität Pretoria. Er wechselte zum Theologiestudium an die Universität von Natal in Pietermaritzburg und arbeitete nach dem Studium als Vikar in Walvis Bay und Sachsen. Als erste eigene Gemeinde war Schütte in Augsburg in KwaZulu-Natal tätig.
Seit 2021 war Schütte Pastor an der St.-Crucis-Kirche der Kapkirche in Beacon Bay (East London).
Er wurde Ende September/Anfang Oktober 2023 zum designierten Bischof der deutschsprachigen Evangelisch-Lutherischen Kirche in Namibia (DELK) gewählt. Sein Amt trat er im Januar 2025 an.
Schütte ist verheiratet und hat drei Kinder.